# 陳遠芳
陳遠芳（1955年—），台灣金工藝術家，專攻刀劍鑄造，台中人，現居於台中市北屯區。

## 簡介
陳遠芳自小就熱愛刀劍，年輕時學習金工珠寶的製造，但始終不忘對刀劍的熱情，由珠寶設計製作轉型打造刀劍工藝，同時陳遠芳兼採木工、皮雕、漆藝、縫製皮套等技術和近代新式煉鋼材料，不斷創新挑戰高難度的刀劍樣式製作，作品多次獲國家工藝獎入選，在2007年獲頒大墩工藝師證書，2010年時榮獲國立臺灣工藝研究發展中心肯定為99年度台灣「工藝之家」，2015年登錄台中市文化資產處傳統工藝-造劍保存者。編錄美國LARK BOOKS木製珠寶藝術設計500系列及世界500刀系列書冊。編錄於台灣藝術經典大系、個展、聯展數次。
陳遠芳先生除了刀藝創作之外，對於相關之各式五金金屬配件的專業設計開發亦能駕輕就熟。

## 得獎紀錄
- 2019年第十二屆海峽兩岸（廈門）文化產業博覽交易會-東方茶席大賽-金獎
- 2019年台灣工藝競賽
- 2018年台灣工藝競賽
- 2018年成都金熊貓創意設計獎第五屆海峽工藝精品獎
- 2015年傳統藝術保存者
- 2012年南投縣政府文化局「竹工藝產品開發競賽」
- 2010年榮獲【台灣工藝之家】評選
- 2010年台灣工藝競賽
- 2009年台灣工藝競賽
- 2009年台灣工藝競賽
- 2009年彰化縣第10屆磺溪美展
- 2008年台灣工藝競賽
- 2008年台中市大墩美展
- 2008年南瀛獎雙年展
- 2008年屏東美展
- 2008年高雄獎
- 2006年臺灣工藝設計競賽
- 2006年臺灣工藝設計競賽

## 展演記錄
- 2005年美國亞特蘭大刀展
- 2006年美國亞特蘭大刀展
- 2006年中正機場「台灣之窗」
- 2006年台灣工藝發展協會 「工藝五行與生活-特展」
- 2007年台灣工藝發展協會 「生活工藝居家應用特展」
- 2008年台中市當代藝術家聯展
- 2008年陳遠芳刀劍藝術個展
- 2009年經典刀劍-陳遠芳金工個展
- 2009年台中市當代藝術家聯展
- 2009年台灣工藝競賽 特展
- 2010年第三屆海峽兩岸(廈門)文化產業博覽交易會
- 2010年台中市當代藝術家聯展
- 2010年現代刀劍‧藝術之美 ─ 陳遠芳刀劍金工藝術個展
- 2010年台灣工藝競賽 特展
- 2011年第四屆台灣工藝之家創作展

## 資料來源
- 國立台灣工藝研究發展中心--陳遠芳
- 陳遠芳刀劍金工藝術坊 （页面存档备份，存于）